# Perušek
Perušek je priimek več oseb:
- Gregor Perušek (1887—1940), ameriško-slovenski slikar in grafik (tudi Harvey Gregory Prusheck)
- Milan Perušek (1909—1979), športni zdravnik, bakteriolog in stomatolog (prof. MF)
- Milena Perušek (por. Vurnik) (1893—1978), fitopatologinja
- Rajko Perušek (1854—1917), jezikoslovec, prevajalec in pisatelj